# Gunnar Mosén
Lars Gunnar Moses Mosén, ursprungligen Lars Gunnar Mosén, född 29 november 1956 i Bromma, Stockholm, är en svensk skådespelare.
Mosén har studerat vid The Royal Academy of Dramatic Art i London och Teaterhögskolan i Stockholm. Han filmdebuterade 1984 i Splittring.  Mest känd är han för rollen som Matti Toivonen i TV-serien Skilda Världar åren 1996-1998.

## Filmografi
- 1984 – Splittring
- 1992 – Rederiet (TV-serie) Gästroll: präst, Säsong 1, avsnitt 11.
- 1993 – Kära farmor (TV-serie)
- 1994 – Stockholm Marathon
- 1996–1998 – Skilda världar (TV-serie)
- 1997 – Snoken (TV-serie)
- 1999 – Anna Holt (TV-serie)
- 2012 – Biciklo (TV-serie)
- 2013 – Sommartider (TV-serie)
- 2017 – James Blund (TV-serie)

### Fotnoter
1. ↑  Sveriges befolkning
1970:
Mosén, Lars Gunnar
2. 1 2 3  Sveriges befolkning
1990:
Mosén, Lars Gunnar Moses
3. 1 2  ”Gunnar Mosén”. Svensk Filmdatabas. http://www.sfi.se/sv/svensk-filmdatabas/Item/?type=PERSON&itemid=165576&ref=%2ftemplates%2fSwedishFilmSearchResult.aspx%3fid%3d1225%26epslanguage%3dsv%26searchword%3dgunnar+mos%C3%A9n%26type%3dPerson%26match%3dBegin%26page%3d1%26prom%3dFalse. Läst 24 augusti 2012.
4. 1 2  ”Gunnar Mosén”. IMDb.com. http://www.imdb.com/name/nm0609271/. Läst 24 augusti 2012.